# Sophie Gengembreová Andersonová

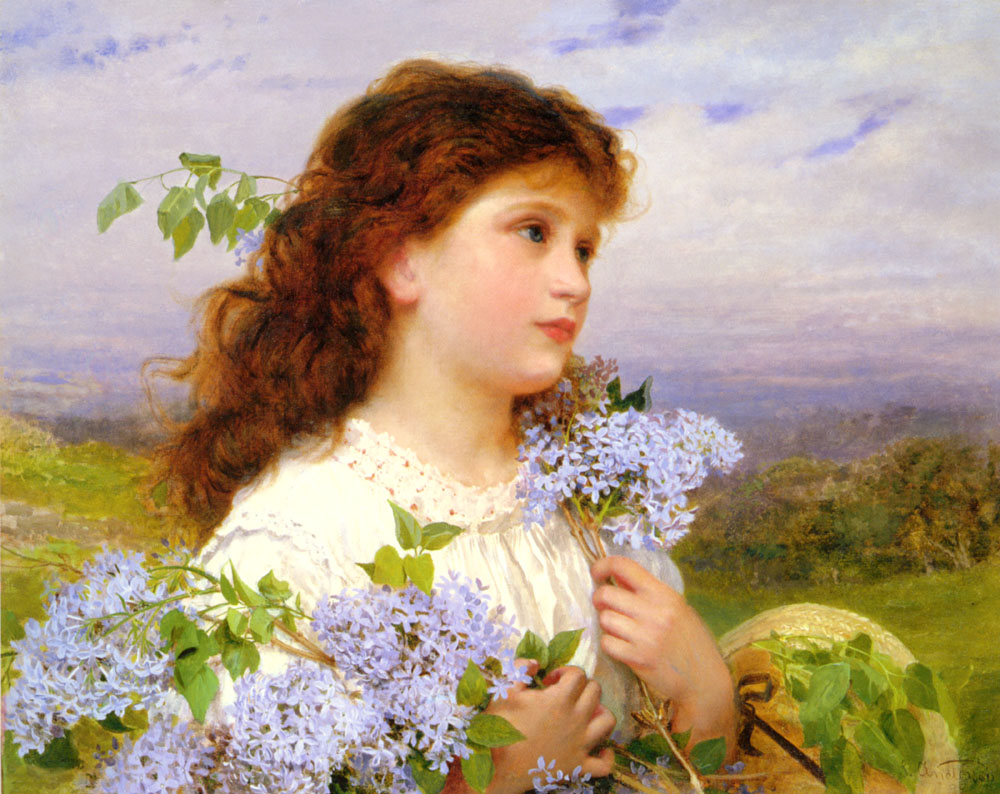
Čas šeříků

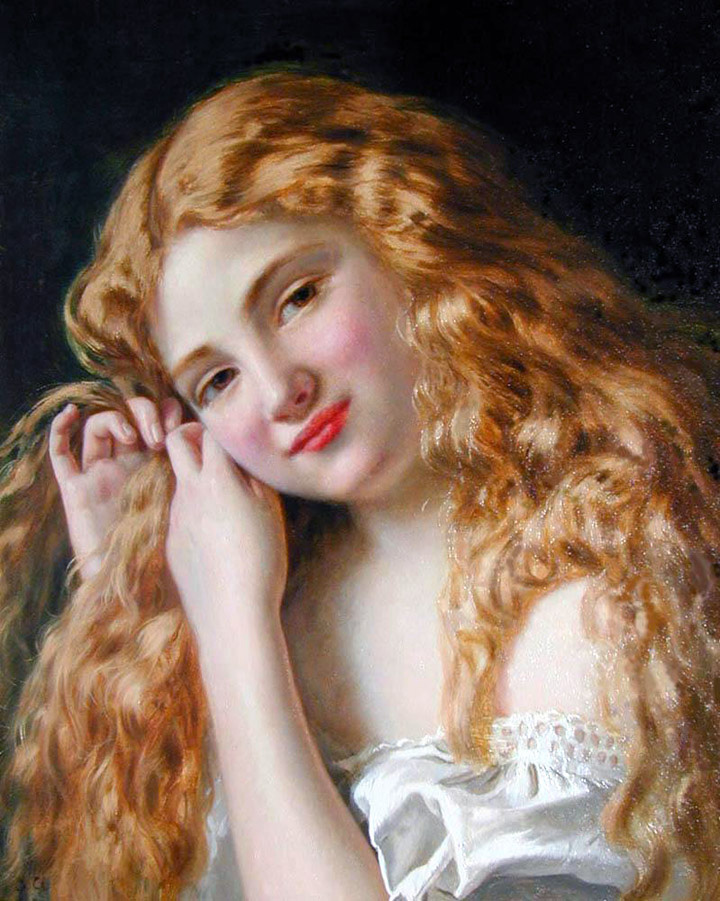
Děvče upravující si vlasy

Sophie Gengembreová Andersonová (Sophie Gengembre Anderson; 1823 Paříž - 10. března 1903 Falmouth) byla francouzsko-britská malířka, která se zaměřovala na zobrazování dětí a žen, často na pozadí krajin. Bývá řazena k prerafaelitům.

## Život
Sophie Gengembreová Andersonová byla dcerou pařížského architekta Charlese A. C. Gengembrea a matky původem z Anglie. V mládí studovala portrétní malbu u Carla von Steubena v Paříži.
Když vypukla revoluce v roce 1848, přestěhovala se do amerického Cincinnati, kde se provdala za britského umělce Waltera Andersona. V roce 1854 se vrátila do Anglie. Roku 1855 vystavovala svá díla na Královské akademii. Později dlouho žila na Capri.